# Noyal-Pontivy
Noyal-Pontivy es una comuna francesa situada en el departamento de Morbihan, de la región de Bretaña.

## Historia
En 1839 esta comuna segregó parte de sus terrenos para la creación de las comunas de Gueltas, Kerfourn, Saint-Gérand y Saint-Thuriau.

## Demografía
| Gráfica de evolución demográfica de Noyal-Pontivy entre 1800 y 2022 |
|                                                                     |

Los datos demográficos contemplados en este gráfico se han cogido de la página francesa EHESS/Cassini.